# Fusée de Stephenson
La fusée de Stephenson (The Rocket en anglais) est une des premières locomotives à vapeur. Construite en 1829 à l'occasion du concours de Rainhill, elle était constituée d'une chaudière tubulaire horizontale et était mue par deux cylindres, situés de chaque côté de la locomotive, inclinés à 35°. Comportant un seul essieu moteur et un essieu arrière porteur, elle est du type 011 (0-2-2 pour les Britanniques).
Il ne s'agit pas de la première locomotive à vapeur mais ses caractéristiques, innovantes pour l'époque, sont celles des locomotives modernes (ou « Stéphensoniennes »), mis à part l'inclinaison des cylindres. Elle combinait deux inventions :
- la chaudière tubulaire esquissée par Marc Seguin fin 1826, testée à la mi-décembre 1827 sur le réseau Lyon-Saint Étienne et brevetée le 22 février 1828[1],
- l'injection dans la cheminée de la vapeur d'échappement (après détente dans le piston). Cette idée, déjà utilisée par Richard Trevithick mais négligée depuis, était déterminante pour améliorer le tirage et donc la puissance.

Le résultat fut remarquable : pouvant tracter une voiture de 30 voyageurs à 40 km/h, elle remporte le concours de Rainhill le 6 octobre 1829 et est retenue pour motoriser la ligne de Manchester à Liverpool.
L'eau était contenue dans un tonneau de bois situé à l'arrière de la locomotive, le charbon se situant en dessous de celui-ci. Elle pouvait tracter des wagonnets de mines ou bien de petites voitures de voyageurs. Elle réussit un record de vitesse de 22 km/h — ce qui représente une grande vitesse pour l'époque — tout en tractant 13 tonnes, la vitesse moyenne étant de 19 km/h, et 47 km/h haut-le-pied. 
Le 15 septembre 1830 lors de l'inauguration de la Liverpool & Manchester Railway, le député William Huskisson fut percuté par la Rocket et mourut de ses blessures.

## Caractéristiques techniques
- Masse : 4,318 t dont 2,654 t (61,5%) sur l'essieu moteur
- Longueur de la chaudière : 1,829 m
- Diamètre de la chaudière : 1,016 m
- Capacité en eau de la chaudière : 0,660 m3
- Surface de chauffe : 1,85 + 10,94 = 12,8 m2 (foyer + 25 tubes de cuivre de Ø75)
- Écartement de la voie : 1,435 m
- Diamètre des roues motrices : 1,435 m
- 2 cylindres inclinés de 35° ; attaque directe de la bielle de 1,111 m[3]
- Diamètre des cylindres : 203 mm
- Course des pistons : 419 mm[4]
- Vitesse : 40 km/h
- Poste de conduite à l'arrière mais pas de protection de l'équipage donc pas de gène pour la visibilité [5].

## La locomotive de 1830

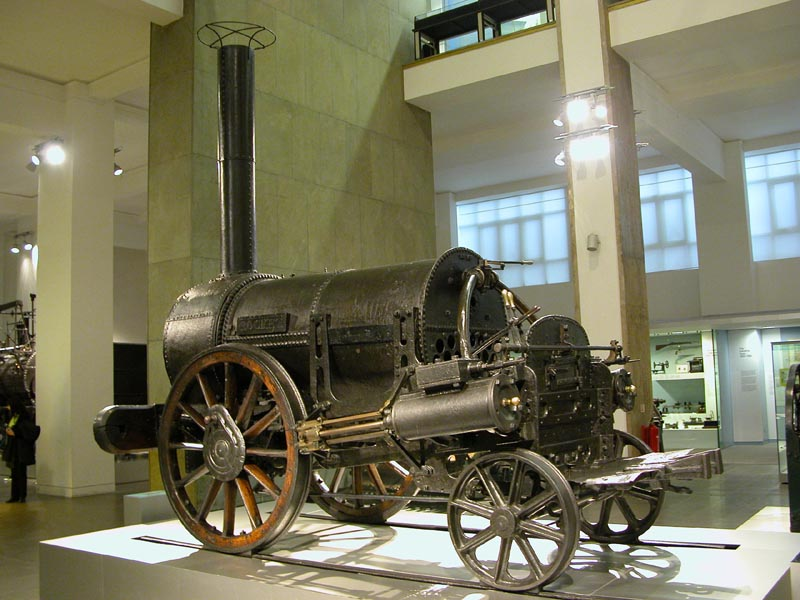
La Rocket, ayant subi plusieurs modifications, préservée au Science Museum de Londres.

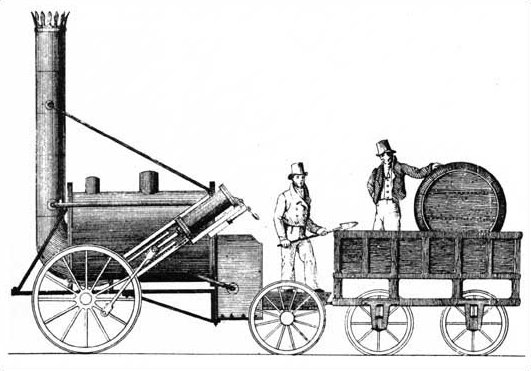
Un dessin contemporain de la Rocket

La Rocket a été sélectionnée pour assurer la traction des trains du Liverpool & Manchester Railway. Le jour de l'inauguration, le 15 septembre 1830, le parlementaire William Huskisson est tué par la locomotive. Celle-ci est sensiblement différente du prototype de 1829 :
- cylindres moins inclinés (8°),
- roues motrices en acier et non plus en bois,
- apparition d'une boite à fumée et cheminée plus courte,
- nouveau tender.

En 1834, elle a été modifiée pour essayer un nouveau moteur rotatif, inventé par Thomas Cochrane, mais l'expérience ne donna pas satisfaction.
Elle finit sa carrière près du village de Tindale (en) sur le chemin de fer de Lord Carlisle en Cumberland. La locomotive est conservée au Science Museum de Londres.